# Linha 1 (Metro de Atenas)

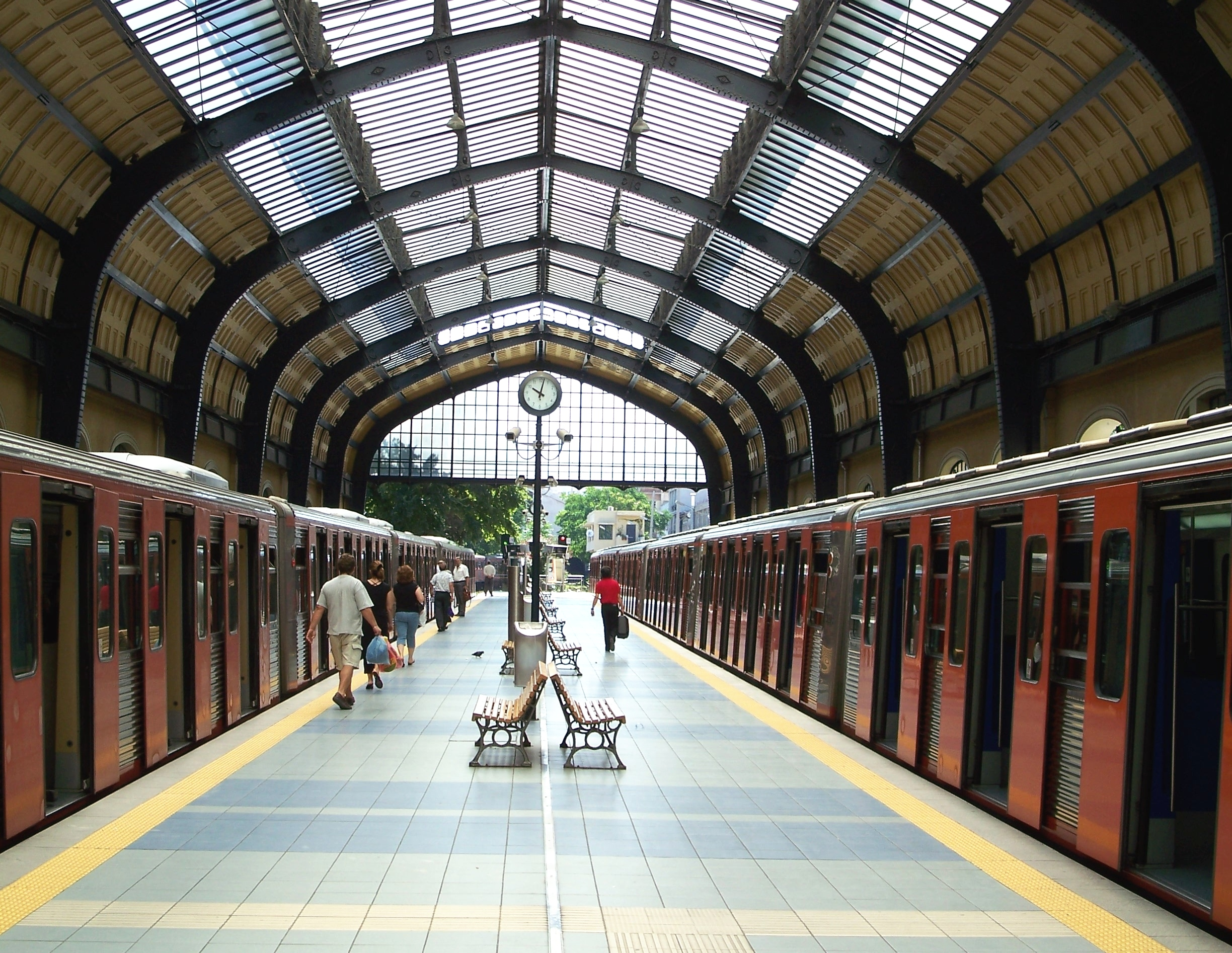
Plataforma de embarque da Estação Pireu.

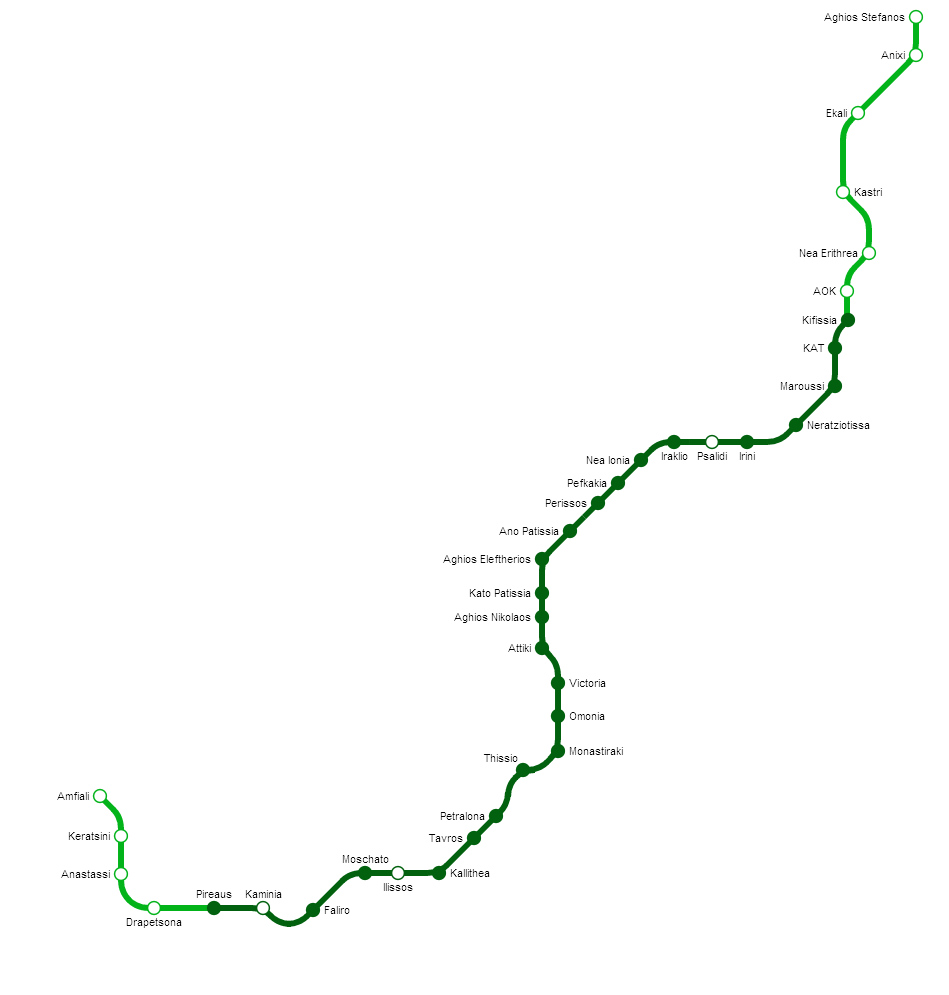
Mapa da Linha 1 do metro de Atenas em setembro de 2012.

A Linha 1 é uma das três linhas do metro de Atenas. Começa na estação do Pireu e vai até Kifissia. Tem 24 estações e foi inaugurada em 1869, então como linha férrea com locomotivas a vapor. Está-lhe associada a cor verde.

## Estações da linha 1 (verde)
- Pireu, junto do porto do Pireu
- Faliro
- Moschato
- Kallithea
- Tavros
- Petralona
- Thissio (ou Thission)
- Monastiraki, liga à linha 3
- Omonoia (ou Omonia), liga à linha 2
- Viktoria
- Attiki, liga à linha 2
- Agios Nikolaos
- Kato Patissia
- Agios Eleftherios
- Ano Patissia
- Perissos
- Pefkakia
- Nea Ionia
- Heraklio
- Eirini, serve o Estádio Olímpico de Atenas
- Nerantziotissa, liga ao comboio suburbano de Atenas
- Marousi
- KAT
- Kifissia